# Ōkubo Tadayo
Pour les articles homonymes, voir Ōkubo.
Ōkubo Tadayo est un nom japonais traditionnel ; le nom de famille (ou le nom d'école), Ōkubo, précède donc le prénom (ou le nom d'artiste).
Ōkubo Tadayo (大久保 忠世, 1532-28 octobre 1594) est un général samouraï au service de Tokugawa Ieyasu durant l'époque Azuchi-Momoyama, puis daimyō au début de l'époque d'Edo de l'histoire du Japon.
Ōkubo Tadayo est le fils aîné d'Ōkubo Tadakazu, vassal héréditaire du clan Tokugawa, et le frère aîné d'Ōkubo Tadataka. Il naît dans ce qui est à présent la ville d'Okazaki de la province de Mikawa et accompagne Tokugawa Ieyasu dans toutes ses campagnes dont la bataille de Mikatagahara en 1573 et la bataille de Nagashino en 1575. Surnommé Shinjuro (新十郎), il finit par être considéré comme l'un des seize généraux de Ieyasu et se voit confier le château de Futamata dans la province de Tōtōmi. Après le suicide par seppuku d'Oda Nobunaga en 1582, Ieyasu étend sa gouvernance à la province de Shinano tandis qu'Ōkubo Tadayo est chargé d'organiser la campagne depuis sa base du château de Komoro. Après la bataille d'Odawara de 1590, Ieyasu est transféré de la région de Tōkai aux provinces de la région de Kantō. Toyotomi Hideyoshi ordonne que Ōkubo Tadayo soit alors élevé au statut de daimyō et lui accorde le fief d'Odawara avec un revenu de 45 000 koku. Il continue à diriger Odawara jusqu'à sa mort en 1594 et son fils Ōkubo Tadachika lui succède.

## Source de la traduction
- (en) Cet article est partiellement ou en totalité issu de l’article de Wikipédia en anglais intitulé « Ōkubo Tadayo » (voir la liste des auteurs).